# عروسک هوارقصان

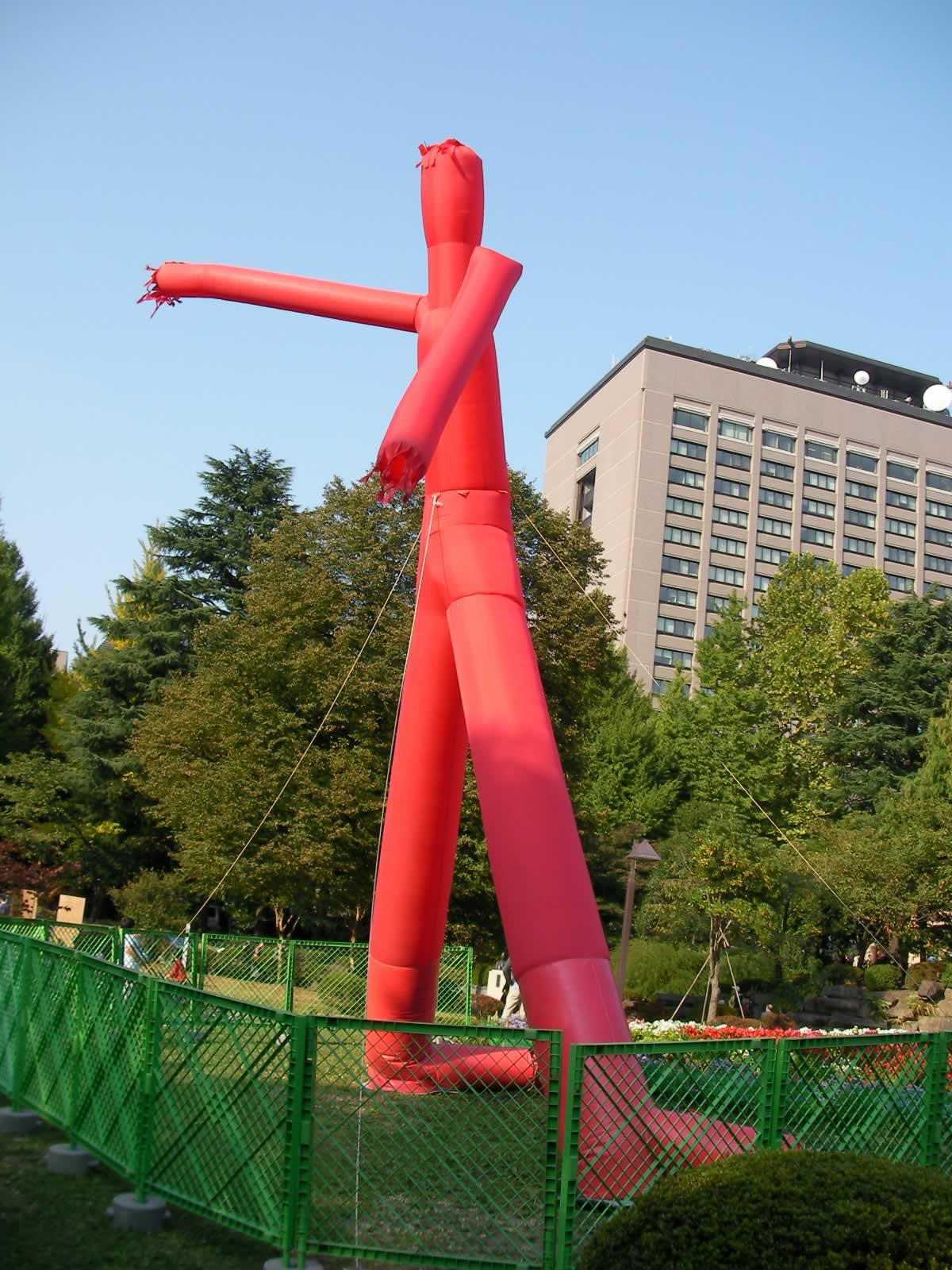
یک Skydancer در Sendai، ژاپن

مرد لوله ای، که در ایران بیشتر با عنوان عروسک هوا رقصان (skydancer و در اصل Tall Boy " پسر بلند")، یک محصول تبلیغاتی در حال حرکت با بادشدن است که شامل لوله پارچه ای بلند (با دو یا چند خروجی) است که به وسیله فن برقی هوا در آن دمیده می‌شود. همان‌طور که هوای تولید شده توسط پنکه الکتریکی از طریق لوله پارچه نفوذ می‌کند، این باعث می‌شود که لوله در یک رقص پویا یا حرکت حرکت کند.

## مسائل قانونی
بعضی از شهرداری‌های محلی ایالات متحده استفاده عروسک هوا رقصان را ممنوع کرده‌اند. یک حکم در هوستون که در سال ۲۰۱۰ به تصویب رسید، استفاده از تمام دستگاه‌های جلب توجه کننده را ممنوع کرده و ادعا می‌کند که استفاده از چنین دستگاه‌هایی "به آلودگی بصری و آسیب دیدگی ساکنان و اجتماع مردم یک شهر منجر می‌شود. "